# Dryas vagans
Dryas vagans är en rosväxtart som beskrevs av Sergei Vasilievich Juzepczuk. Dryas vagans ingår i Fjällsippssläktet som ingår i familjen rosväxter. Inga underarter finns listade i Catalogue of Life.